# Hélène Milano
Pour les articles homonymes, voir Milano.
Hélène Milano, née en 1967, est une réalisatrice et documentariste française, également actrice.

## Biographie

### Formation
Hélène Milano suit une formation au conservatoire de Nice.

### Actrice
Elle a tenu plus d'une quinzaine de rôles à la télévision française et joué dans trois longs métrages au cinéma.
Elle a collaboré à une vingtaine de pièces de théâtre, que ce soit en tant qu'actrice ou qu'assistante à la mise en scène.

### Réalisatrice et animatrice
On lui doit la réalisation de plusieurs documentaires à travers lesquels, ainsi que dans ses mises en scène, elle donne la parole aux femmes, et plus généralement aux personnes qui sont peu entendues de la société à cause de leur statut social, de leur condition, de leur origine ou de leur culture.
Proche des jeunes, elle participe à des résidences d'artiste en établissement scolaire, et anime régulièrement des ateliers de théâtre, notamment à Marseille.
Après Nos amours de vieillesse, son premier documentaire, elle tourne, en 2010, Rêves de Casaques et, en 2012, Les Roses noires.

## Filmographie

### Documentaires
- 2005 : Nos amours de vieillesse
- 2009 : Rêves de casaques
- 2012 : Les Roses noires[6],[7]
- 2019 : Les Charbons ardents – Devenir un homme ?[8]
- 2024 : Château Rouge

### Courts métrages
- 2013 : La Lumière du phare
- 2002 : Comme ça j'entends la mer

### Scénariste
- 2005 : Dans le miroir....une hirondelle

### Actrice

#### Cinéma
- 2009 : Qu'un seul tienne les autres suivront
- 2009 : Fais-moi plaisir !
- 2011 : Le Skylab

#### Télévision
- 2012 : Le Jour où tout a basculé, épisode Notre amour dérange : Valérie
- 2019 : Plus belle la vie : Mme Keller

## Théâtre
- Britannicus : assistante mise en scène de Françoise Chatôt
- Bertolt Brecht : co-mise en scène, Théâtre du Gyptis
- Mithridate : assistante stagiaire de Daniel Mesguich
- Il y a quelque chose qui marche derrière moi : spectacle écrit à partir d'improvisation
- Lulu (Frank Wedekind), création du Théâtre de la Minoterie
- Woyzeck : création Hangar RTM ; tournée France

### Entretien
- « E comme Entretien - Hélène Milano », sur Le cinéma documentaire de a à z, 10 juillet 2017 (consulté le 31 décembre 2023).